# Nautilocalyx
Nautilocalyx é um género botânico pertencente à família Gesneriaceae.

## Sinonímia
Skiophila

## Espécies
Apresenta 55 espécies:
Nautilocalyx adenosiphon Nautilocalyx aeneus Nautilocalyx antioquensis
Nautilocalyx arenarius Nautilocalyx bicolor Nautilocalyx bracteatus
Nautilocalyx bryogeton Nautilocalyx bullatus Nautilocalyx cataractarum
Nautilocalyx chimantensis Nautilocalyx colombianus Nautilocalyx colonensis
Nautilocalyx cordata Nautilocalyx cordatus Nautilocalyx decumbens
Nautilocalyx dressleri Nautilocalyx ecuadoranus Nautilocalyx ecuadorensis
Nautilocalyx fasciculatus Nautilocalyx forgetii Nautilocalyx glandulifer
Nautilocalyx hastatus Nautilocalyx hirsutus Nautilocalyx hirtiflorus
Nautilocalyx kohlerioides Nautilocalyx lacteus Nautilocalyx lehmannii
Nautilocalyx leticianus Nautilocalyx lucianii Nautilocalyx lynchii
Nautilocalyx maguirei Nautilocalyx melittifolius Nautilocalyx membranacea
Nautilocalyx membranaceus Nautilocalyx mimuloides Nautilocalyx minutiflorus
Nautilocalyx mulfordii Nautilocalyx pallidus Nautilocalyx panamensis
Nautilocalyx peltatus Nautilocalyx pemphidius Nautilocalyx peruvianus
Nautilocalyx picturatus Nautilocalyx pictus Nautilocalyx porphyrotrichus
Nautilocalyx punctatus Nautilocalyx resioides Nautilocalyx sastrei
Nautilocalyx silvaticus Nautilocalyx speciosus Nautilocalyx speciousus
Nautilocalyx urticifolius Nautilocalyx villosus Nautilocalyx vinosus
Nautilocalyx whitei